# Cherry Falls
Cherry Falls es una película de slasher estadounidense de 1999, dirigida por Geoffrey Wright, y escrita por Ken Selden. Es protagonizada por Brittany Murphy, Jay Mohr, Michael Biehn, y Jesse Bradford. 

## Argumento
En el bosque fuera de una pequeña ciudad de Cherry Falls, Virginia, Rod Harper (Jesse Bradford) y Stacy Twelfmann (Bre Blair), una pareja de adolescentes, están en un vehículo cuando aparece una chica de pelo negro y los asesina. Mientras tanto, en la ciudad, la adolescente Jody Marken (Brittany Murphy) —hija del sheriff local— está con su novio, Kenny (Gabriel Mann), que piensa que deberían ir físicamente más lejos a lo que Jody le dice gentilmente que no. Luego regresa a casa para encontrar a su padre, el Sheriff Brent (Michael Biehn), enojado porque llegó tarde. Brent y sus ayudantes comienzan a investigar los asesinatos al día siguiente. Notan que el asesino ha tallado la palabra “virgen” en ambas víctimas. En la escuela, Brent ve al profesor de Inglés el Sr. Marliston (Jay Mohr), que le insiste en dar a conocer más los detalles de los asesinatos a los estudiantes y a la ciudad, eliminando así la posibilidad de secretos. 
Pronto, la chica de cabello negro asesina a otro adolescente —y, de nuevo, talla la palabra virgen—. Preocupado por la seguridad de la ciudad, Brent hace una reunión en la escuela para decirle a los padres la naturaleza de los crímenes. Ningún estudiante es invitado, pero Jody va con una de sus amigas, Timmy (Keram Malicki-Sanchez). La asesina aparece, asesina a Timmy y lo intenta con Jody, pero su padre la rescata. Se habla en Cherry Falls sobre que las vírgenes están siendo el objetivo del asesino. Los miedos más temidos de la escuela son confirmados cuando una orgía a gran escala es planeada fuera de los límites de la ciudad. En la estación de policía, Jody describe la asesina a un oficial, quien la trata de dibujar. Brent le confiesa a un viejo amigo, Tom Sisler, (el director actual de la escuela) que la sospechosa se parece a “Lora Lee Sherman”. Los dos se ven visiblemente nerviosos, y Jody escucha su conversación.
Más tarde, Jody descubre por su madre sobre el cuento de Lora Lee. Hace 25 años, Lora Lee era una chica solitaria en la secundaria. Ella dijo que cuatro chicos populares en la escuela —incluyendo a Brent, y el principal de la secundaria— la violaron una noche. Nadie quiso creerle y dejó la ciudad por la periferia rural, donde fue vista rara vez o no se supo mucho de ella. 
La noche que la orgía de los estudiantes comienza, Brent va a la escuela por una reunión con Sisler pero lo encuentra muerto con las palabras “no virgen” talladas en su frente antes de que Brent sea golpeado y secuestrado por la asesina. Jody está manejando su bicicleta esa noche, ya que se niega a tener sexo con Kenny en la fiesta. Ella pasa por la casa de Marliston, quien está arrastrando un pesado baúl. Cuando Jody abre el baúl y ve a su padre dentro, ella cae inconsciente. En la fiesta, Kenny está con una chica con quien planea tener sexo, pero después de beber, cambia de opinión y se dirige a buscar a Jody. Él conduce a encontrarla pero ve su bicicleta fuera de una casa. 
En esa casa, Marliston se coloca una peluca y maquillaje para “convertirse” en Lora Lee Sherman. Marliston revela que él es hijo ilegítimo de Lora Lee Sherman, luego le pide que Brent cuente la historia de lo que pasó hace 25 años. Brent revela que los cuatro chicos —incluido él mismo cuando estaba muy intoxicado— sí violaron a Lora Lee. Marliston dice que su madre se convirtió en una psicótica abusiva después de la violación y dio a luz a un hijo (a él), hijo de uno de los violadores. Con un primer plano de los ojos de Brenty y Marliston (idénticos) se da a entender que Brent es de hecho el padre biológico de Marliston. Marliston previó una fiesta en la escuela (que está pasando en ese momento).
Kenny entra a la casa y libera a Judy. Brent lucha con Marliston, perdiendo su vida en la batalla. Jody y Kenny va a la fiesta. Marliston los sigue y asesina a un ayudante del alguacil. Se dirige hacia dentro con un hacha y se desata el pánico entre la gente. Después de apuñalar estudiantes y tratar de escapar, Marliston pelea contra Jody y Kenny y tiene éxito en herir gravemente a Kenny. Finalmente, Marliston es empujado por un balcón por Jody y empalado en los postes del cerco. Al principio, él parece estar muerto pero luego despierta brevemente y es asesinado rápidamente por la alguacil Mina quien le descarga dos pistolas en él. Al día siguiente, Jody y su madre se van de la estación de policía después de presentar una versión distorsionada de la verdad pero no antes de que Jody vea una visión de alguien parecida a Lora Lee Sharman.

## Reparto
- Brittany Murphy: Jody Marken
- Jay Mohr: Leonard Marliston
- Michael Biehn: Sheriff Brent Marken
- Jesse Bradford: Rod Harper
- DJ Qualls: Wally
- Candy Clark: Marge Marken
- Amanda Anka: Deputy Sheriff Mina
- Joe Inscoe: Tom Sisler, the Principal
- Gabriel Mann: Kenny Ascott
- Natalie Ramsey: Sandy
- Douglas Spain: Mark
- Bre Blair: Stacy Twelfmann
- Kristen Miller: Cindy
- Michael Weston: Ben
- Keram Malicki-Sanchez: Timmy
- Vicki Davis: Heather
- Rick Forrester: Deputy Beau
- Clementine Ford: Annette Duwald
- Colin Fickes: Dino
- Zachary Knighton: Mr. Rolly
- Rand Courtney: Dennis
- Bret McKee: Dylan Roley
- Joannah Portman: Sharon
- Ben Anderson: Young Partier

## Producción

### Desarrollo
El guion fue creado en Ohio. Luego fue cambiado a Virginia, donde se filmó.

### Casting
A Stephen Lang se le ofreció el papel del Sheriff Marken, pero conflictos en su agenda le impidieron no estar en la película. Ted Levine también fue considerado para el papel del Sheriff. El papel eventualmente fue para Michael Biehn. Irónicamente, Biehn fue un favorito para el papel del militar en la película de James Cameron Avatar, pero Lang terminó teniendo el papel.

## Estreno
La película tuvo problemas por la desaprobación de censura. Tuvo que haber sido sometido por la MPAA un total de cinco veces.

## Recepción
La película no fue lanzada en cines y tuvo críticas variadas. Una de las críticas positivas es de la revista Entertainment Weekly. Muchas críticas describieron a Cherry Falls con una mezcla entre Scream y American Pie.